# Takayuki Miyauchi
Takayuki Miyauchi (Omitama, 4 de fevereiro de 1955) é um cantor japonês chamado carinhosamente pelos fãs de Myanii. Fez músicas para várias séries em tokusatsu e anime, dentre elas Bioman, Flashman, Dragon Ball e Kamen Rider Black RX, dentre outros. Ele começou sua carreira como vocalista da banda WHY em 1981, e iniciou sua carreira solo em 1984, com Bioman.
Em 1994, lançou dois singles com Hironobu Kageyama. "Night of Mystery", para o anime Silent Möbius; e "Detazo! Kakure Daishogun", da série Super Sentai Ninja Sentai Kakuranger.
Em julho de 2005 esteve no Brasil no evento carioca Anime Family e uma semana depois de apresentou no evento paulista Anime Friends. Também compareceu em julho de 2007 no SANA em Fortaleza-CE junto com o também cantor Akira Kushida. Nos dias 3 e 4 de Julho de 2010 ele cantou no Aquecimento do Anime Family no Rio de Janeiro comemorando 20 anos da série Tokkei Winspector. Veio ao Brasil em 2011 para cantar em Salvador-BA

## Discografia

### Tokusatsu

#### Uchuu Keiji Shaider (1984)
- Shaider Blue

#### Chodenshi Bioman (1984)
- Chodenshi Bioman (Abertura)
- Bio Robot no Uta
- Blue Togetherness
- Colorful Bioman (Feat. Koorogi '73)
- Oretachi Bioman
- Biomic Soldier (Encerramento)

#### Choshinsei Flashman (1986)
- Kagayake! Flash King (Tema de Flash King)
- Beat wo Awasete Imasugu ni (Com Koorogi'73, Shines)
- Heart Bihanasa, Flashman (Com Koorogi'73, Shines)
- Action Nº1 (Vocal, com Koorogi'73, Shines)

#### Kamen Rider Black RX (1988)
- Kamen Rider Black RX (Abertura)
- Battle Oh! RX
- Gekishin RX
- Hikari no Senshi
- Senjou no Rider RX
- Subete wa Kimi wo Ai Suru Tame ni
- Unmei no Senshi
- Dare ka ga Kimi wo Ai Shiteru (Encerramento)

#### Tokkei Winspector (1990)
- Tokkei Winspector (Abertura)
- Ai Suru Daichi, Ai Suru Umi Yo
- Honoo Wa Mirai e
- Kono Inochi Eien ni
- Taiyou no Yuusha Fire
- Let's Go! Fire Scord
- Kyou no Ore Kara Ashita no Kimi e (Encerramento)

#### Tokkyu Shirei Solbrain (1991)
- Tokkyuu Shirei Solbrain (Abertura)
- Ashita e no Kizuna
- Boukan Solid States-1
- Fighting Sol Machine
- Kimi mo Solbrain
- Kokoro ni Bouken wo
- Mae e Dero
- Shutsugen! Solbrain
- Ai ni Dakarete (Encerramento)

#### Tokusou Exceedraft (1992)
- Tokusou Exceedraft (Abertura)
- Ashita wo Mamoru Kishi-Tachi
- Jissou!!
- Arashi Wo Makiokose
- Inochi Wa Hitotsu
- Last Fighter
- Yuuki Yo Isoge
- Shiroi Inazuma! Barius Seven
- Yuuki to Yuujou no Battle
- Exceedraft Grade Up!
- Sore Wa Inochi
- Goal wa Mirai (Encerramento)
- Dudlei

#### Ninja Sentai Kakuranger (1994)
- Hoshi Yo Nijimu Na!
- Into Danger KakuRanger
- Ninja De Ikou! Deden No Den
- Muteki Shogun, Tadaima Sanjou!

#### B-Robo Kabutack (1997)
- Aa, Star Peace

#### Seijyu Sentai Gingaman (1998)
- Ginga no Ouja Gingaiou
- Ginga Rhynos! Phoenix! Bitus!

#### Kyukyu Sentai GoGoV (1999)
- Hashire Go Liner! Sukue 99 Machine
- Stop The Wars

#### Mirai Sentai Timeranger (2000)
- 1000 Toshi Senshi

#### Go Go Sentai Boukenger  (2006)
- Go Go Gattai! Daibouken!!
- Densetsu

#### Jūken Sentai Gekiranger (2007)
- Moe yo Gekijūken!

#### Engine Sentai Go-onger (2008)
- G9! Tune Up

#### Samurai Sentai Shinkenger(2009)
- Samurai Henkei! DaikaiOh

### Anime

#### Kinnikuman (1983)
- Akuma no Mougyuu (Buffaloman no Theme)
- Kyoufu no Kaiten Drill (Screw Kid no Theme)
- Jigoku no Sanmyaku (Mountain no Theme)
- Fukumen no Kariudo (Big the Budou no Theme)
- Berlin no Akai Ame (Brocken Jr. no Theme)
- Moero! Housou Seki

#### Dragon Ball (1986)
- Red Ribbon Army

#### Video Senshi Laserion(???)
- Video Senshi Laserion (abertura)